# Francis Schewetta
Francis Schewetta (Île-de-Bréhat, 29 agosto 1919 – Saint-Maurice, 8 ottobre 2007) è stato un velocista francese, specializzato nei 400 metri piani.

## Palmarès
- Giochi olimpici

Londra 1948: argento nella staffetta 4×400 metri.